# هيذر وارد
هيذر وارد (بالإنجليزية: Heather Ward)‏ هي لاعبة كرة الريشة بريطانية، ولدت في 1938.